# Делаша-Сюльпис, Полетт
Поле́тт Делаша́-Сюльпи́с (фр. Paulette Delachat-Sulpice, урожд. Поле́тт Делаша́, фр. Paulette Delachat, известна и как Поле́тт Сюльпи́с, фр. Paulette Sulpice; род. XX век) — французская кёрлингистка.
В составе женской сборной Франции участница восьми чемпионатов мира (лучшее занятое место — пятое в 1979 и 1983) и десяти чемпионатов Европы (лучшее занятое место — серебряные призёры в 1976). Десятикратная чемпионка Франции среди женщин.
Играла в основном на позициях третьего и четвёртого. Многократно была скипом команды.

## Достижения
- Чемпионат Франции по кёрлингу среди женщин: золото (1975, 1976, 1977, 1978, 1979, 1980, 1982, 1983, 1984, 1985)[3].

## Команды
| Сезон   | Четвёртый      | Третий          | Второй          | Первый             | Запасной     | Турниры                             |
| ------- | -------------- | --------------- | --------------- | ------------------ | ------------ | ----------------------------------- |
| 1975—76 | Полетт Делаша  | Сюзанн Пароди   | Эрна Ге         | Francoise Duclos   |              | ЧЕ 1975 (4 место)                   |
| 1976—77 | Полетт Делаша  | Сюзанн Пароди   | Эрна Ге         | Francoise Duclos   |              | ЧЕ 1976                             |
| 1977—78 | Полетт Делаша  | Сюзанн Пароди   | Эрна Ге         | Francoise Duclos   |              | ЧЕ 1977 (4 место)                   |
| 1978—79 | Полетт Делаша  | Югетт Жюльен    | Сюзанн Пароди   | Эрна Ге            |              | ЧЕ 1978 (4 место)                   |
| 1978—79 | Эрна Ге        | Полетт Делаша   | Сюзанн Пароди   | Югетт Жюльен       |              | ЧМ 1979 (5 место)                   |
| 1979—80 | Полетт Сюльпис | Аньес Мерсье    | Югетт Жюльен    | Анн-Клод Волферс   |              | ЧМ 1980 (6 место)                   |
| 1981—82 | Югетт Жюльен   | Аньес Мерсье    | Полетт Сюльпис  | Анн-Клод Кеннерсон |              | ЧЕ 1981 (5 место)                   |
| 1981—82 | Югетт Жюльен   | Аньес Мерсье    | Полетт Сюльпис  | Ева Дювилляр       |              | ЧМ 1982 (6 место)                   |
| 1982—83 | Югетт Жюльен   | Аньес Мерсье    | Полетт Сюльпис  | Моник Турнье       |              | ЧЕ 1982 (5 место) ЧМ 1983 (5 место) |
| 1983—84 | Югетт Жюльен   | Аньес Мерсье    | Моник Турнье    | Полетт Сюльпис     |              | ЧЕ 1983 (6 место)                   |
| 1983—84 | Югетт Жюльен   | Аньес Мерсье    | Андре Дюпон-Рок | Полетт Сюльпис     |              | ЧМ 1984 (7 место)                   |
| 1984—85 | Югетт Жюльен   | Андре Дюпон-Рок | Полетт Сюльпис  | Моник Турнье       |              | ЧЕ 1984 (6 место)                   |
| 1984—85 | Югетт Жюльен   | Полетт Сюльпис  | Андре Дюпон-Рок | Жослин Ланри       |              | ЧМ 1985 (8 место)                   |
| 1985—86 | Полетт Сюльпис | Югетт Жюльен    | Изабель Кере    | Жослин Ланри       |              | ЧЕ 1985 (10 место)                  |
| 1985—86 | Югетт Жюльен   | Полетт Сюльпис  | Изабель Кере    | Жослин Ланри       |              | ЧМ 1986 (9 место)                   |
| 1989—90 | Полетт Сюльпис | Брижит Лами     | Жослин Ланри    | Гилен Фратуселло   |              | ЧЕ 1989 (7 место)                   |
| 1989—90 | Брижит Лами    | Полетт Сюльпис  | Жослин Ланри    | Гилен Фратуселло   | Анник Мерсье | ЧМ 1990 (9 место)                   |

(скипы выделены полужирным шрифтом)